# Carlos Spadaro
Carlos Spadaro (* 5. Februar 1902 in Argentinien; † 15. November 1985) war ein argentinischer Fußballspieler.

## Verein
Der Stürmer spielte zunächst in Argentinien für CA Lanús. 1930 wechselte er nach der Weltmeisterschaft zu Estudiantil Porteño. Mit diesem Verein wurde er 1931 argentinischer Meister.

## Nationalmannschaft
Spadaro war auch Mitglied der Nationalmannschaft seines Heimatlandes und nahm mit ihr  an der ersten Fußball-Weltmeisterschaft 1930 teil. Dabei konnte die argentinische Nationalmannschaft das WM-Turnier als Vize-Weltmeister beenden, nachdem man sich lediglich dem Nachbarn Uruguay im Finale geschlagen geben musste. Er selbst kam jedoch lediglich im Spiel gegen Mexiko zum Einsatz.